# Ford Thames 300E

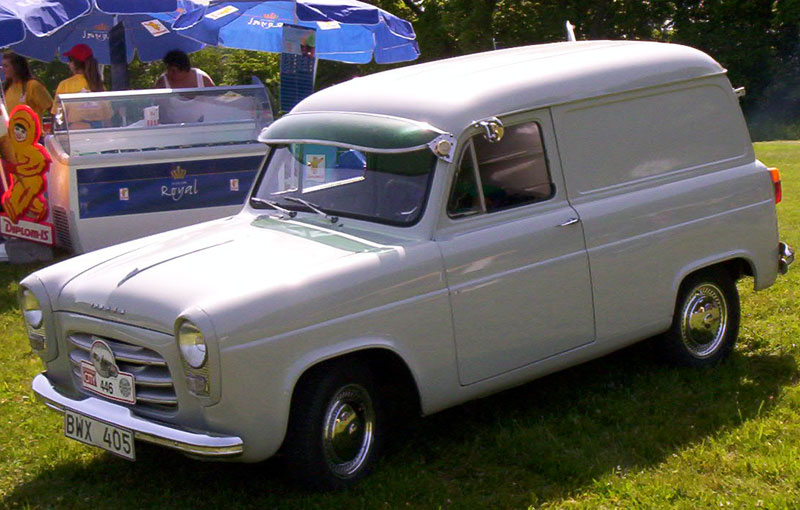

Der Ford Thames 300E war ein Kastenwagen, den Ford of Britain von 1954 bis 1961 produzierte. „Thames“ war ein von Ford of Britain zwischen 1950 und 1965 für Nutzfahrzeuge verwandter Name, der sich auf die Themse bezog.
Der Thames 300E wurde im Juli 1954 eingeführt und basierte auf dem Ford Anglia 100E Kombi. Er erhielt auch dessen 1172-cm³-Vierzylindermotor. Die Karosserie des Lieferwagens war kürzer als die des Kombi. Anfänglich gab es nur ein Modell mit 250 kg Nutzlast, auch Standard- und Deluxe-Modelle mit 350 kg Nutzlast. Alle drei boten 1,9 m³ Laderaum.
Insgesamt 196.885 Einheiten wurden bis 1961 hergestellt, Nachfolger war der Ford Thames 307E.